# Clark Whyte
Clark Whyte (* 1904 in Dunoon; † nach 1931) war ein schottischer Eishockeyspieler. Mit den Fort William War Veterans gewann er den Memorial Cup des Jahres 1922. Bei diesem Turnier erzielte er in vier Spielen acht Tore und hatte damit maßgeblichen Anteil am Pokalgewinn seiner Mannschaft.
Später verbrachte er vier Spielzeiten in der Canadian-American Hockey League für die Springfield Indians, Philadelphia Arrows und New Haven Eagles, sowie eine Spielzeit in der American Hockey Association für die Duluth Hornets. 1928 war er mit 30 erzielten Scorerpunkten in 37 absolvierten Spielen erfolgreichster Punktesammler der CAHL.

## Erfolge und Auszeichnungen
- 1922 Memorial-Cup-Gewinn mit den Fort William War Veterans
- 1928 Bester Scorer der Canadian-American Hockey League

## Karrierestatistik
(Legende zur Spielerstatistik: Sp oder GP = absolvierte Spiele; T oder G = erzielte Tore; V oder A = erzielte Assists; Pkt oder Pts = erzielte Scorerpunkte; SM oder PIM = erhaltene Strafminuten; +/− = Plus/Minus-Bilanz; PP = erzielte Überzahltore; SH = erzielte Unterzahltore; GW = erzielte Siegtore; 1 Play-downs/Relegation; Kursiv: Statistik nicht vollständig)